# Georg Stuchs
Georg Stuchs, auch: Stüchs, Stöchs, (* 1460 in Sulzbach; † 1520 in Nürnberg) war ein deutscher Buchdrucker.

## Leben
Er wurde 1460 in Sulzbach geboren und 1484 als Nürnberger Bürger eingetragen. Aus seiner ersten Ehe stammten die beiden Söhne Johann und Lorenz, die später sein Handwerk weiterführten. In zweiter Ehe war er mit Magdalene Eschenloer verheiratet. Er verstarb 1520.

## Werk
Ein erster Druck von ihm ist aus dem Jahr 1483 bekannt, ein letzter 1517 nachgewiesen; der Schwerpunkt seiner Drucktätigkeit lag vor allem im religiösen Bereich. Eine bemerkenswerte Ausnahme stellt thematisch die fast gleichzeitige Veröffentlichung einer hoch- und niederdeutschen Übersetzung der ursprünglich von Fracanzano da Montalboddo herausgegebenen italienischen Anthologie Paesi novamente retrovati (Vicenza, 1507) dar, in der zahlreiche Entdeckerberichte zusammengefasst sind. Die hochdeutsche Übersetzung mit dem Titel Newe unbekanthe landte geht auf den Nürnberger Arzt Jobst Ruchamer zurück, die niederdeutsche auf Henning van Ghetelen.

## Ehrungen
Anlässlich seines fünfhundertjährigen Todesjahres fand im September 2020 in seiner Geburtsstadt Sulzbach-Rosenberg eine Ausstellung über ihn und seine Arbeit statt.